# My Own Summer (Shove It)
«My Own Summer (Shove It)» (с англ. — «Моё личное лето (Сдвинь его)») — песня американской альтернативной метал группы Deftones, выпущенная как сингл с альбома Around the Fur 22 декабря 1997 года на звукозаписывающем лейбле Maverick Records. Это был первый сингл, который достиг 29 позиции в английском чарте UK Singles Chart.
Песня была включена в саундтрек к фильму Матрица.
Песня была доступна для скачивания 26 октября 2010 года для использования в музыкальной игровой платформе Rock Band 3 как в основном ритме, так и в PRO-режиме, который позволяет использовать настоящую гитару или бас-гитару, а также MIDI-совместимые электронные наборы ударных или клавишных в дополнение к трёхчастной гармонии или резервными вокалами.

## Видеоклип
Режиссёром видеоклипа стал американский фотограф и клипмейкер Дин Карр. Музыкальный клип начинается с клетки падающей в море и крови, которая просачивается через неё в воду. Затем кадр перемещается на группу, которая исполняет песню на анти-акульих клетках. Затем появляется акула и начинает есть кусок мяса, предположительно содержимое клетки. В конце, фронтмен Чино Морено попадает в воду, и видео заканчивается.
Интервью с Чино, которое происходит во время съёмок видео, было включено в DVD B-Sides & Rarities.

## Список композиций
Все тексты песен сочинил Чино Морено, композиторы — Deftones.
CD1
1. «My Own Summer (Shove It)» — 3:35
2. «Lotion (Live)» — 3:54
3. «Fireal — Swords (Live)» — 6:23
4. «Bored (Live)» — 5:17

CD2
1. «My Own Summer (Shove It)» — 3:35
2. «Root (Live)» — 4:36
3. «Nosebleed (Live)» — 4:23
4. «Lifter (Live)» — 4:49

- Примечание: Лайв-композиции были записаны во время выступления группы в культурном центре Мелквег, города Амстердам 13 октября 1997 года[11][12].

## Участники записи
| Deftones - Чино Морено — вокал - Стивен Карпентер — гитара - Чи Ченг — бас-гитара - Эйб Каннингем — барабаны Приглашённые музыканты - Фрэнк Делгадо — аудио-эффекты | Производственный персонал - Терри Дейт — продюсер, звукорежиссёр, микширование - Ульрих Уайлд — микширование, звукорежиссёр - Тед Дженсен — мастеринг - Мэтт Бэйлз — ассистент звукорежиссёра - Стив Дарки — ассистент звукорежиссёра |